# Comuna Kalînivka, Lîmanskîi
Kalînivka (în ucraineană Калинівка) este o comună în raionul Lîmanskîi, regiunea Odesa, Ucraina, formată din satele Kalînivka (reședința), Șîroke și Tîlihulske.

## Demografie
Componența lingvistică a comunei Kalînivka
     Ucraineană (94,64%)
     Rusă (4,11%)
     Română (1,07%)
     Alte limbi (0,18%)
Conform recensământului din 2001, majoritatea populației comunei Kalînivka era vorbitoare de ucraineană (94,64%), existând în minoritate și vorbitori de rusă (4,11%) și română (1,07%).